# Ixorida gueyraudiana
Ixorida gueyraudiana är en skalbaggsart som beskrevs av Franz Antoine 1992. Ixorida gueyraudiana ingår i släktet Ixorida och familjen Cetoniidae. Inga underarter finns listade i Catalogue of Life.